# Abruka (eiland)
Abruka is een Estisch eiland in de Golf van Riga, 6 km ten zuiden van het veel grotere Saaremaa. De oppervlakte van het eiland is 8,8 km² en het eiland heeft 38 inwoners (2021). Bestuurlijk behoort het tot de gemeente (vald) Saaremaa en de provincie Saaremaa.
Door de eeuwen heen is de bevolking aan vele regimes onderhevig geweest, zoals de Deense, Zweedse, Duitse en Russische invloedssferen.
Het eiland heeft een haven (Abruka). De lokale bevolking leeft met name van toerisme en visserij.